# Chief Khalsa Diwan

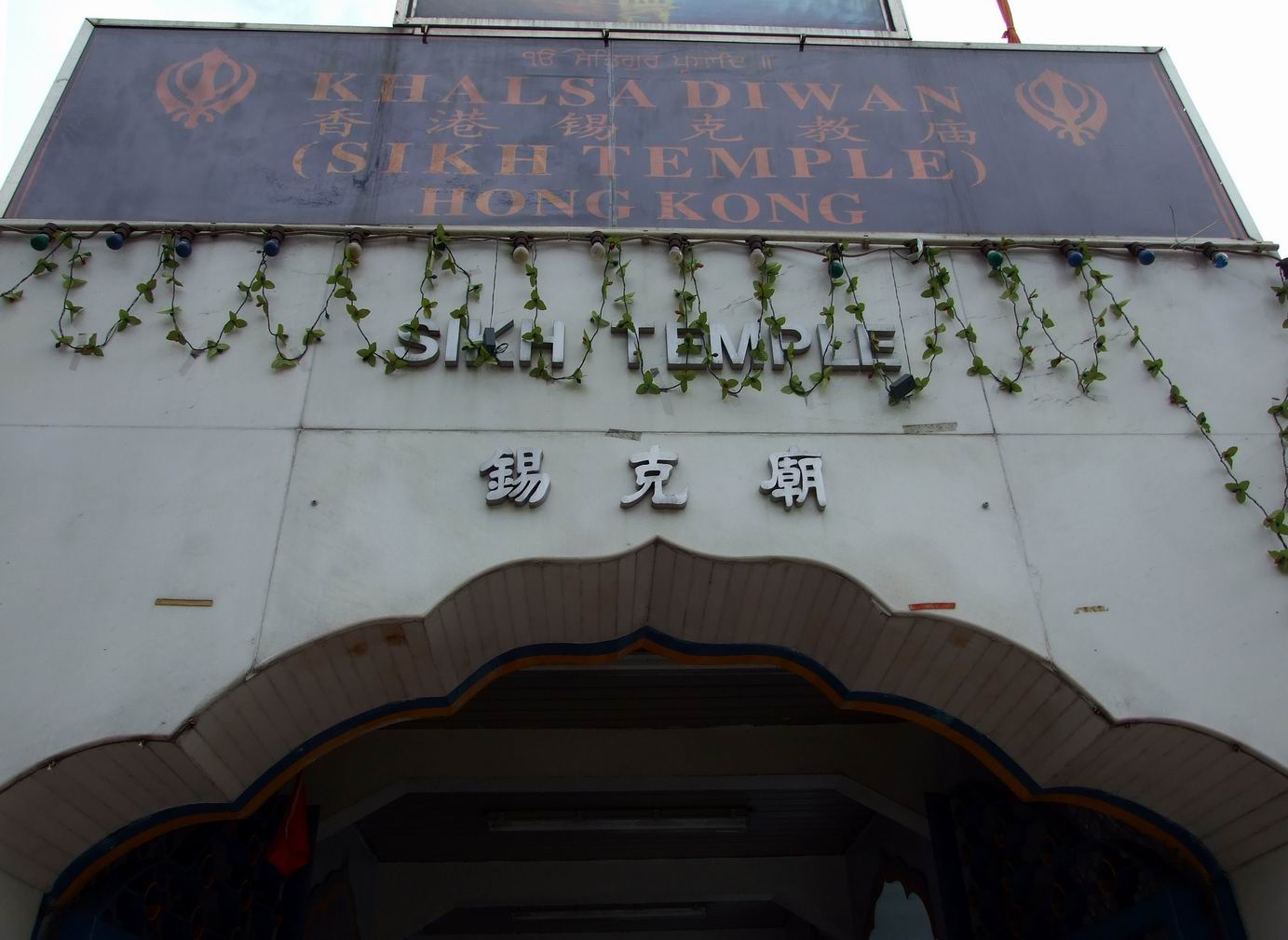
Un temple sikh en Chine qui affiche: Khalsa Diwan.

Le Chief Khalsa Diwan appelée aussi Chalsa Diwan est un mouvement créé afin de protéger les intérêts sikhs lors de la domination anglaise de l'Inde. Une traduction de Khalsa Diwan pourrait être: la congrégation du Khalsa, le Khalsa étant le baptême et la fraternité sikhe.  
Il est issu des courants Singh Sabha, et, d'autres locaux, rattachés à des villes, contenant les mots Khalsa Diwan Fondé en 1902, le Chief Khalsa Diwan a promis à l'époque respect à la Couronne en échange d'une représentativité sikhe dans les organes de l'état, notamment l'armée. Cette structure était la plus importante pour les sikhs. Voulant préserver les droits de sa communauté, le Khalsa Diwan a aussi fondé des écoles, des hôpitaux, des orphelinats et des maisons pour personnes âgées. Ce mouvement a été à une époque la voix principale des sikhs. Aujourd'hui par exemple, 42 écoles en fonctionnement ont été mises en place par l'Autorité Khalsa Diwan. La Sikh League (1919), le Comité Shiromani Parbandhak sur les Gurdwaras (1920) et le Shiromani Akali Dal (1920) lui ont succédé. Sa constitution avait été entreprise dès 1901. À ses débuts cette autorité a voulu faire connaitre aux Anglais ses valeurs religieuses, son histoire. Aujourd'hui un des problèmes majeurs des deux comités Shiromani est de maintenir l'identité sikhe malgré la désunion des idées et la minorité qu'elle est sur le sous-continent indien.